# Cimetière militaire serbe et grec de Pirot
Le cimetière militaire serbe et grec de Pirot (en serbe cyrillique : Грчко војничко гробље у Пироту ; en serbe latin : Grčko vojničko groblje u Pirotu) à Pirot et dans le district de Pirot en Serbie. Il est inscrit sur la liste des monuments culturels protégés de la République de Serbie (identifiant no SK 2188),.